# Bovine neonatale Panzytopenie
Die als bovine neonatale Panzytopenie (BNP) bezeichnete Erkrankung trat seit 2007 vorwiegend in Deutschland wiederholt bei Kälbern innerhalb der ersten vier Lebenswochen auf, von manchen Bauern als Blutschwitzen beschrieben. Die Symptome zeigten sich in Form von plötzlichen Blutungen ohne erkennbaren äußeren Grund: An mehreren Stellen des Körpers trat Blut durch die Haut aus (Hämorrhagische Diathese). Einige Tiere bluteten aus Körperöffnungen und in ihren Eingeweiden. Zudem wurden massive Unterhaut- und Darmblutungen entdeckt. Die Tiere verendeten wenige Stunden nach dem Auftreten der Symptome. Bei den betroffenen Tieren wurden Knochenmarksschäden und fehlende Thrombozyten festgestellt. Zudem war die Zahl der Leukozyten stark vermindert.

## Vorkommen
Die Erkrankung wurde erstmals 2007 festgestellt. In betroffenen Beständen erkrankten bis zu 15 Prozent der Kälber. Bis zum 28. Februar 2011 wurden in Deutschland 3.000 Fälle registriert, in Europa sind es insgesamt über 4.500.

## Ursachen
Zwischen dem ersten Auftreten und 2011 wurden zahlreiche Theorien über die Entstehung der Erkrankung aufgestellt. Weil sich die Tiere nicht gegenseitig anstecken, wurde eine Infektion mit Bakterien oder Viren ausgeschlossen. Genetische Defekte werden ebenfalls für unwahrscheinlich gehalten: Kälber von drei verschiedenen Rinderrassen waren betroffen. Die umstrittene Impfung gegen die Blauzungenkrankheit wurde als Ursache ebenfalls ausgeschlossen.
Es wurde vermutet, dass die Krankheit im Zusammenhang mit der Biestmilch steht, welche die Kälber in den ersten Lebensstunden erhalten und sie mit mütterlichen Antikörpern versorgen. 
Neuere Erkenntnisse aus dem Institut für Virologie der Universität Gießen zeigen, dass das Zielantigen für die krankheitsauslösenden Antikörper der MHC-Klasse-I-Komplex (MHC-I) ist. Ursache sind Verunreinigungen in Impfstoffen, die auf der Basis von Nierenzelllinien vom Rind produziert werden. Tragen Kälber nun das gleiche MHC-I kommt es zu einer Immunreaktion mit Zerstörung der blutbildenden Zelllinien. In Europa wurde bereits 2010 der Impfstoff PregSure BVD von Pfizer gegen Bovine Virusdiarrhoe vorläufig vom Markt genommen, da ein Zusammenhang mit der Impfung der Muttertiere vermutet wurde, ein Jahr später auch in Neuseeland, nachdem dort erste Fälle aufgetreten waren. Andere BVD-Impfstoffe, die nicht auf der Basis von Rinderzelllinien hergestellt wurden, waren nicht betroffen und zeigten keine Induktion von alloreaktiven Antikörpern. Offiziell sind an die viertausend Kälber in Deutschland an den Spätfolgen der Impfung mit PregSure verendet.
Nach 2018 gab es 5 Jahre keine Berichte zu weiteren Erkrankungen dieser Art. 2022 wurde dann drei Fälle beschrieben, zwei davon erhielten Kolostrum von der gleichen Kuh. Es keine Hinweise auf einen Zusammenhang mit einer BVD-Impfung, allerdings waren die Muttertiere gegen Bovines Herpesvirus 1, Parainfluenza-3-Virus, Bovines respiratory syncytial virus und Blauzungenvirus Serotyp 8 geimpft. Eine vergleichbare Erkrankung wurde 2024 bei einem Kalb 19 Tage nach einer Bluttransfusion beobachtet, auch hier wurde eine immunmediierte Thrombozytopenie vermutet.